# Pot Head
Pot Head é o segundo lançamento e o primeiro EP do Yawning Man.
Lançado em 2005 pela Alone Records em edição limitada a 1.000 cópias, este EP mostra um instrumental mais pesado que o apresentado em "Rock Formations" e experimentações, como a ligação contínua entre as faixas "Digital Smoke Signal" e "Encounters With An Angry God".
Além disso, há uma mudança na formação da banda, com a entrada de Billy Cordell (ex-Unida) substituindo Mario Lalli no baixo, enquanto ele focava suas atividades ao próximo álbum do Fatso Jetson.
Este EP foi inicialmente planejado como um CD 7", mas devido a extensão das suas 4 faixas, fez-se necessário a mudança para 10".

## Lançamentos
- Alone CD 10" - edição limitada a 1.000 cópias

## Faixas
1. "Manolete" - 6:47
2. "Digital Smoke Signal" - 7:09
3. "Encounters With An Angry God" - 5:01
4. "Samba De Primavera" - 5:03

## Créditos
- Gary Arce - guitarra
- Billy Cordell - baixo
- Alfredo Hernandez - bateria